# Cu frații Kratt în sălbăticie
Cu frații Kratt în sălbăticie (engleză Wild Kratts) este un desen animat educativ ce se bazează pe aventurile unor doi frați care salvează animalele. Numele lor este Martin Kratt (numele personajului dar și al actorului) și Chris Kratt (numele personajului dar și numele actorului). Frații Kratt au o echipă fictivă formată din copii care iubesc și vor să salveze animalele. Echipa fraților Kratt din "Tortuga" (țestoasa-navă) este formată și din alți 3 membri: Aviva, Jimmy Z și Koki. 

## Personaje

### Zach Varmitech
Acesta se laudă spunând că poate face invențiile Avivei mai bune ca oricând. Într-unul din episoade, Zach a încercat chiar să fure invențiile Avivei și cu invenția de micșorare a Avivei, Zach a micșorat echipa Kratt. Varmitech este considerat un trișor pentru că nu respectă niciodată regulile. Dar întotdeauna sfârșește prin a eșua.

### Donita Donata
Donita Donata (în rol joacă producătorul executiv, Eva Almos) vrea să captureze animalele pentru a-și face din ele sau din pielea lor haine, pantofi, cizme, fuste și rochii. Ea vrea să fie considerată cea mai bună creatoare de modă din lume. Aceasta este ajutată de complicele ei, Dabio. Dabio este un pofticios și un om greu de cap pentru că nu prea înțelege comenzile Donitei. Aceasta sfârșește prin a rămâne cu nimic, și planurile ei sunt mereu la pământ.

### Gourmand
Gourmand vrea să fie considerat cel mai bun bucătar din lume iar pentru asta capturează orice animal pentru ca ulterior să pregătească din el mâncăruri sofisticate.

### Coki
Coki se ocupă cu aflarea mai multor informații pe computer despre animale.

### Jimmy Z
Jimmy Z, este cel care conduce "Tortuga". El are o telecomandă care îi este foarte dragă. Într-unul din episoade când ratonii veniseră pe furiș în țestoasa-navă, aceștia au luat telecomanda lui Jimmy, dar acesta își găsește de fiecare dată telecomanda.  
Lui Jimmy îi plac în general produsele de tip fast-food, cel mai mult îi place pizza.

### Aviva
Aviva a proiectat "discurile-animal" care îi ajută pe frații Kratt să se transforme în animale cu ajutorul ADN-ului animalelor respective. Ea a inventat și mijloacele de comunicare - "Animal-poduri" și "Animalic-ul" (o mașină asemănătoare unui jeep proiectată să zboare, să plutească și să meargă pe terenul accidentat al Australiei. Ea îi ajută pe frații Kratt în misiuni cu ajutorul invențiilor sale.

## Legături externe
- PBS Kids official site
- Wild Kratts la Big Cartoon DataBase